# Station Colmar-Saint-Joseph
Station Colmar-Saint-Joseph is een spoorwegstation in de Franse gemeente Colmar. Het staat in de omgeving van de Église Saint-Joseph.